# Studentprinsen
Studentprinsen är en amerikansk film från 1954 i regi av Richard Thorpe. Filmen är baserad på Wilhelm Meyer-Försters pjäs Gamla Heidelberg från 1901.

## Roller i urval
- Ann Blyth - Kathie
- Edmund Purdom - prins Karl
- John Ericson - greve Von Asterburg
- Louis Calhern - kungen av Karlsberg
- Edmund Gwenn - professor Juttner
- S.Z. Sakall - Joseph Ruder
- Betta St. John - prinsessan Johanna
- John Williams - Lutz
- Evelyn Varden - drottningen
- John Hoyt - premiärminister